# James Alexander Daugherty
James Alexander Daugherty (* 30. August 1847 in Athens, McMinn County, Tennessee; † 26. Januar 1920 in Carterville, Missouri) war ein US-amerikanischer Politiker. Zwischen 1911 und 1913 vertrat er den Bundesstaat Missouri im US-Repräsentantenhaus.

## Werdegang
James Daugherty besuchte die öffentlichen Schulen seiner Heimat. Im Jahr 1867 kam er mit seinen Eltern in das Jasper County in Missouri. Dort nahm er aktiv am öffentlichen Geschehen teil und engagierte sich in der Politik auf Bezirks- und Staatsebene. Außerdem war er in der Landwirtschaft, der Viehzucht und dem Bergbau tätig. Er war beim Aufbau der Blei- und Zinnminen in Missouri beteiligt. In den Jahren 1890 bis 1896 fungierte er als Richter im westlichen Teil des Jasper County. Daugherty war Mitglied der Demokratischen Partei. Im Jahr 1897 saß er als Abgeordneter im Repräsentantenhaus von Missouri. Außerdem stieg er in das Bankgewerbe ein und wurde Präsident der First National Bank of Carterville. Diesen Posten bekleidete er zwischen 1907 und 1920, also auch während seiner Zeit als Kongressabgeordneter.
Bei den Kongresswahlen des Jahres 1910 wurde Daugherty im 15. Wahlbezirk von Missouri in das US-Repräsentantenhaus in Washington, D.C. gewählt, wo er am 4. März 1911 die Nachfolge von Charles Henry Morgan antrat. Da er im Jahr 1912 von seiner Partei nicht zur Wiederwahl nominiert wurde, konnte er bis zum 3. März 1913 nur eine Legislaturperiode im Kongress absolvieren. Nach seinem Ausscheiden aus dem US-Repräsentantenhaus nahm James Daugherty seine früheren Tätigkeiten wieder auf. Seit 1919 war er leitender Bezirksrichter im Jasper County. Er starb am 26. Januar 1920 in Carterville.